# 910-й истребительный авиационный полк ПВО
910-й истребительный авиационный полк ПВО (910-й иап ПВО) — воинская часть Военно-воздушных сил (ВВС) Вооружённых Сил РККА, принимавшая участие в боевых действиях Великой Отечественной войны.

## Наименования полка
За весь период своего существования полк несколько раз менял своё наименование:
- истребительный авиационный полк особого назначения ПВО (02.09.1942 г.)
- 910-й истребительный авиационный полк ПВО (14.04.1943 г.)
- 148-й гвардейский истребительный авиационный полк особого назначения ПВО (09.10.1943 г.) (148-й гвардейский истребительный авиационный полк ОСНАЗ ПВО)
- 148-й гвардейский Краснознамённый истребительный авиационный полк особого назначения ПВО (01.07.1944 г.)
- 148-й гвардейский Краснознамённый истребительный авиационный полк (25.10.1952 г.)
- Полевая почта 10327

## Создание полка
Полк сформирован в период со 2-го по 29-е сентября 1941 года как Истребительный авиационный полк Особого назначения ПВО территории страны в г. Химки Московской области за счёт подбора лётчиков из других полков ПВО, имевших боевой опыт, при этом две эскадрильи получили на вооружение самолёты Як-7б, а третья — Як-1.
1 октября 1942 года полк приступил к боевой работе в составе 101-й истребительной авиадивизии ПВО Воронежско-Борисоглебского района ПВО (оперативно подчинялась командованию Юго-Западного фронта) на самолётах Як-7б и Як-1.
С образованием Воронежского фронта 07 ноября 1942 года вместе со 101-й иад ПВО поступил в оперативное подчинение его командования. На 15 февраля 1943 года имел в боевом составе 15 Як-7б и 16 Як-1. 14 апреля 1943 года переименован в 910-й истребительный авиационный полк. 9 июня 1943 года вошёл в состав 9-го истребительного авиакорпуса ПВО Воронежского района ПВО (развёрнут на основе 101-й иад ПВО).

## Переименование полка
910-й истребительный авиационный полк ПВО 9 октября 1943 года за образцовое выполнение боевых задач и проявленные при этом мужество и героизм на основании Приказа НКО СССР переименован в 148-й гвардейский истребительный авиационный полк ПВО.

## В действующей армии
В составе действующей армии:
- с 1 октября 1942 года по 9 октября 1943 года.

## Командиры полка
- гвардии подполковник Терешкин Александр Алексеевич[4], 02.09.1942 — 09.10.1943

## В составе соединений и объединений
| Период        | Фронт (округ)            | Район                                           | Корпус ПВО (Дивизия ПВО)                     | примечание                                      |
| ------------- | ------------------------ | ----------------------------------------------- | -------------------------------------------- | ----------------------------------------------- |
| 02.09.1942 г. | Московский военный округ | ВВС округа                                      |                                              | Як-1, Як-7б, сформирован как иап ОСНАЗ ПВО      |
| 01.10.1942 г. | Воронежский фронт        | Воронежско-Борисоглебский дивизионный район ПВО | 101-я истребительная авиационная дивизия ПВО | Як-1, Як-7б                                     |
| 14.04.1943 г. | Воронежский фронт        | Воронежско-Борисоглебский дивизионный район ПВО | 101-я истребительная авиационная дивизия ПВО | Як-1, Як-7б, переименован в 910-й иап           |
| 14.04.1943 г. | Юго-Западный фронт       | Харьковский дивизионный район ПВО               | 310-я истребительная авиационная дивизия ПВО | Як-1, Як-7б                                     |
| 09.06.1943 г. | Воронежский фронт        | Воронежский корпусной район ПВО                 | 9-й истребительный авиационный корпус ПВО    | Як-1, Як-7б                                     |
| 10.06.1943 г. | Воронежский фронт        | Воронежский корпусной район ПВО                 | 9-й истребительный авиационный корпус ПВО    | Як-1, Як-7б, получил 9 Як-9                     |
| 29.07.1943 г. | Западный фронт ПВО       | Воронежский корпусной район ПВО                 | 9-й истребительный авиационный корпус ПВО    | Як-1, Як-7б, получил 9 Як-9                     |
| 09.10.1943 г. | Западный фронт ПВО       | Воронежский корпусной район ПВО                 | 9-й истребительный авиационный корпус ПВО    | Як-1, Як-7б, Як-9, преобразован в 148-й гв. иап |

## Участие в операциях и битвах

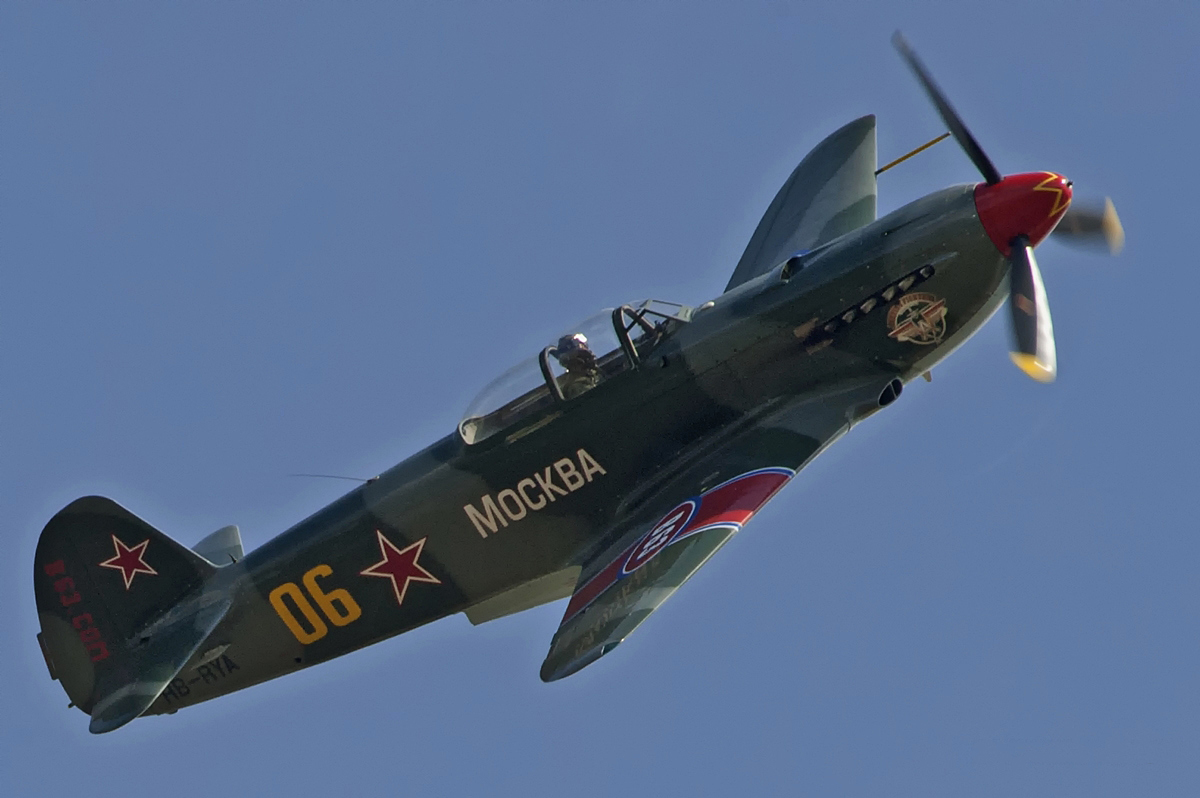
Як-9УМ

Выполнял задачи по прикрытию объектов:
- ПВО в границах Воронежского корпусного района ПВО

Принимал участие в операциях и битвах:
- Курская битва — с 5 июля 1943 года по 23 августа 1943 года
- Битва за Днепр — с 26 августа 1943 года по 9 октября 1943 года

## Первая известная воздушная победа полка
Первая известная воздушная победа полка в Отечественной войне одержана 27 декабря 1942 года: старший лейтенант Шавурин П. И., пилотируя Як-1, в воздушном бою в районе с. Алонцево таранным ударом сбил немецкий бомбардировщик Ju-88.

## Отличившиеся воины полка
- Елдышев Анатолий Алексеевич, лейтенант, лётчик 910-го истребительного авиационного полка 101-й истребительной авиационной дивизии ПВО Воронежско-Борисоглебского дивизионного района ПВО 9 октября 1943 года удостоен звания Герой Советского Союза.
- Шавурин Пётр Иванович, старший лейтенант, заместитель командира эскадрильи 910-го истребительного авиационного полка 101-й истребительной авиационной дивизии ПВО Воронежско-Борисоглебского дивизионного района ПВО 14 февраля 1943 года удостоен звания Герой Советского Союза.

## Самолёты на вооружении
| Период      | Самолёты |
| ----------- | -------- |
| 1942 — 1944 | Як-1     |
| 1942 — 1944 | Як-7     |
| 1943 — 1946 | Як-9     |